# Xyrichtys koteamea
 Xyrichtys koteamea és una espècie de peix de la família dels làbrids i de l'ordre dels perciformes.

## Morfologia
Els mascles poden assolir els 20,6 cm de longitud total.

## Distribució geogràfica
Es troba a l'Illa de Pasqua.